# Vladimir Leontievitch Komarov
Pour les articles homonymes, voir Komarov.
Vladimir Leontievitch Komarov (en russe : Влади́мир Лео́нтьевич Комаро́в) est un botaniste russe et soviétique, né en 1869 et mort en 1945.

## Carrière
Il a été président de l'Académie des sciences d'URSS de 1936 à 1945, et président de la Société botanique de Russie de 1930 à 1945. L'Institut de botanique Komarov à Saint-Pétersbourg porte son nom ainsi que la station balnéaire de Komarovo, près de Saint-Pétersbourg.
Il dirige jusqu’à sa mort la publication Flora SSSR (La Flore de l'URSS). Celle-ci, commencée en 1934 s’achève en 1960 avec la parution du trentième volume. Il est enterré au cimetière Novodiévitchi de Moscou.

## Liste partielle des publications
- Coniferae de Mandchourie. Trudy Imp. S.Peterburgsk. Obsc. 32: 230-241 (1902).
- De Gymnospermis nonnullis Asiaticis I, II. Bot. Mater. Gerb. Glavn. Bot. Sada RSFSR 4: 177-181, 5: 25-32 (1923-1924).
- Florae peninsulae Kamtschatka (1927).